# Serafińce (gmina)
Gmina Serafińce – dawna gmina wiejska funkcjonująca w latach 1941–1944 pod okupacją niemiecką w Polsce. Siedzibą gminy były Serafińce.
Gmina Serafińce została utworzona przez władze hitlerowskie z terenów okupowanych przez ZSRR w latach 1939–1941, stanowiących przed wojną zniesioną gminę Horodenka w powiecie kołomyjskim w woj. stanisławowskim.
Gmina weszła w skład powiatu kołomyjskiego (Kreishauptmannschaft Kolomea), należącego do dystryktu Galicja w Generalnym Gubernatorstwie. W skład gminy wchodziły miejscowości: Horodnica, Jasienów Polny, Perediwanie, Probabin, Serafińce i Strzylcze.
Po wojnie obszar gminy włączono do ZSRR.